# 国家银行大楼 (顿河畔罗斯托夫)
国家银行大楼是位于顿河畔罗斯托夫的一座建筑，建于1915年，采用新古典主义风格，由M. M. Peretyatkovich建筑师设计，用于容纳俄罗斯帝国国家银行办公室。俄罗斯银行罗斯托夫分支机构的所在地。具有区域重要性的文化遗产建筑。